# شلة دراك
شلة دراك مسلسل رسوم متحركة أمريكي من إنتاج شركة حنا وباربيرا عرض لأول مره 6 سبتمبر 1980 واستمر عرضه 12 سبتمبر 1982 وتمت دبلجة المسلسل للغة العربية .

## روابط خارجية
- شلة دراك على موقع IMDb (الإنجليزية)
- شلة دراك على موقع ميتاكريتيك (الإنجليزية)
- شلة دراك على موقع كينوبويسك (الروسية)
- شلة دراك على موقع قاعدة بيانات الفيلم (الإنجليزية)
- Episode guide at the قاعدة بيانات الرسوم المتحركة الكبيرة